# Садретдинов, Абрар Масалимович
Садретдинов, Абрар Масалимович (04.04.1933, деревня Бишкази, Чишминский район, БАССР) — государственный и общественный деятель, педагог. Кандидат экономических наук, доцент, академик Академии сельскохозяйственного образования России, Заслуженный работник сельского хозяйства Республики Башкортостан, Депутат Верховного Совета БАССР VII, VIII, X созывов. Депутат Верховного Совета РСФСР XI созыва. Почётный гражданин Мечетлинского района Республики Башкортостан.

## Биография
Родился 4 апреля 1933 года в деревне Бишкази Чишминского района БАССР.

## Трудовая деятельность
- 1951—1953 — участковый агроном Чишминской машинно-тракторной станции;
- 1955 — агроном и председатель колхоза имени И. В. Сталина Чишминского района;
- 1959 — главный агроном, секретарь парткома колхоза «Дружба» Чишминского района;
- 1961 — секретарь Чишминского райкома КПСС;
- 1962 — заместитель секретаря парткома по организационной работе колхозно-совхозного управления Чишминского района;
- 1964 — секретарь парткома Белокатайского колхозно-совхозного управления;
- 1965 — первый секретарь Мечетлинского райкома КПСС;
- 1972 — первый заместитель министра сельского хозяйства БАССР;
- 1975 — инструктор, заместитель заведующего отделом организационно-партийной работы Башкирского обкома КПСС;
- 1978 — заведующий сельскохозяйственным отделом Башкирского обкома КПСС;
- 1982 — первый заместитель Председателя Совета Министров Башкирской АССР, член Правительства Башкирской АССР — Совета Министров Башкирской АССР[6].
- 1986—2000 — проректор по заочному обучению Башкирского сельскохозяйственного института, с 1993 Башкирский государственный аграрный университет.

## Научная деятельность
Научная деятельность связана разработкой и научным обоснованием методологических основ организации и совершенствования сельскохозяйственного производства, изучением проблем подготовки кадров для села. Автор более тридцати научных работ в этом направлении. Защитил кандидатскую диссертацию на тему «Развитие общественного производства и совершенствование экономических отношений в колхозах(на примере колхозов районов северо-восточной лесостепи БАССР)». Кандидат экономических наук (1974).
Участник многих научных объединений и обществ. Член учебно-методического центра Главного управления Высших учебных заведений Минсельхоза России, экспертной комиссии отделения сельскохозяйственных наук АН РБ, специализированного совета по присуждению учёной степени кандидата экономических наук при БГАУ. Академик Академии сельскохозяйственного образования Российской Федерации (1998).
Результаты научных изысканий опубликованы в книгах «Развитие экономических отношений в колхозах» (1972 г.) и «Взгляд из провинции на минувшее, настоящее и будущее» (2003 г.), где анализируется историко-экономические и политические процессы в современной России и даётся оценка автора этим событиям.

## Общественная деятельность
- Член ВЛКСМ в 1948—1954 годах. Секретарь комсомольской организации колхоза имени Ворошилова, секретарь комсомольского бюро Чишминской МТС.
- Член КПСС. Кандидат в члены Башкирского обкома КПСС (1966). Член Башкирского обкома КПСС (1968, 1971, 1979, 1981). Кандидат в члены бюро Башкирского обкома КПСС (1982 г).
- Депутат Верховного Совета БАССР трёх созывов — VII[2], VIII[3], X[4] созывов. Депутат Верховного Совета РСФСР XI созыва (1985—1990).
- Организатор и первый руководитель общественной организации землячества Мечетлинского района «Айские Зори» (1996), в настоящее время «Мечетли». Организатор подготовки и публикации первой в Республике Башкортостан энциклопедического издания районного уровня — «Мечетлинский район Республики Башкортостан. Краткая энциклопедия.»[7]

## Заслуги
За годы работы Садретдинова А. М. в Мечетлинском районе построены автомобильные дороги с твёрдым покрытием до каждого населённого пункта, мосты через реки Ай и Ик, открыты автобусные маршруты, организованы строительно-монтажные организации ПМК-249, ПМК-8. Построены кирпичный завод, завод железобетонных изделий (ЖБЗ). Построены и укомплектованы новейшим оборудованием десятки современных, по тем временам, сельскохозяйственных объектов: животноводческих ферм, зерноскладов, автотракторных мастерских, а также объектов социально-культурного назначения: школ, домов культуры, детских садов, больниц, фельдшерско-акушерских пунктов. Построен аэропорт и налажены регулярные воздушные рейсы в Уфу. Инициатор строительства санатория-профилактория «Сосновый бор» («Карагай»). За счёт средств районных сельскохозяйственных предприятий построен и открыт первый в БАССР межколхозный санаторий «Сосновый бор» (сдан в эксплуатацию в августе 1969 года), который в настоящее время носит название санаторий «Карагай».

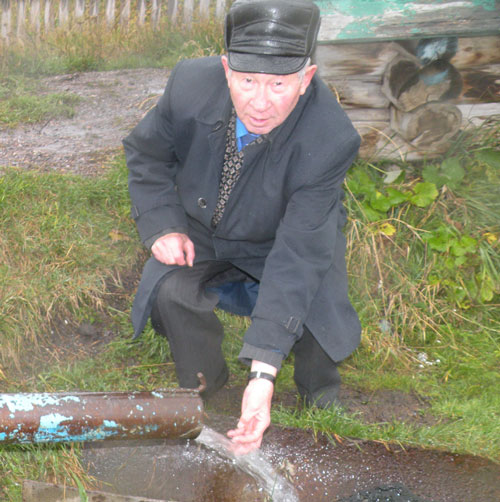
В деревне Бишкази у родника Ильхам («Вдохновение») по инициативе Садретдинова посадили деревья и кустарники

## Награды
- 1947 — медаль «За доблестный труд в Великой Отечественной войне в 1941—1945 гг.»
- 1966 — Орден Трудового Красного Знамени
- 1971 — Орден Трудового Красного Знамени
- 1976 — Орден «Знак Почёта»
- 1981 — Орден Трудового Красного Знамени
- 1981 — Серебряная медаль ВДНХ СССР
- 1983 — Почётная грамота Президиума Верховного Совета БАССР
- 1993 — Почётное звание «Заслуженный работник сельского хозяйства Республики Башкортостан»

## Книги и публикации
- Развитие экономических отношений в колхозах. — Уфа : Башк. кн. изд-во, 1972. — 140 с.
- Взгляд из провинции на минувшее, настоящее, будущее. — Уфа: Диалог, 2003. — 220 с. — ISBN 5-94524-017-6
- Садретдинов А. М. Мысли о жизни. Стихи и проза. — Уфа: Диалог, 2010. — 208 с. — ISBN 978-5-94524-070-4.
- Проблемы и некоторые пути совершенствования экономических отношений в аграрном секторе БАССР. // Аграрная реформа и проблема перехода к рыночной экономике в Башкирии: Тез.науч.-произв.конф. — Уфа,1991. — С.64-65. — С. Уфа,1991
- О подготовке кадров для АПК. // Экономика и управление. — 1998. — № 6. — С.92-94. — С. 1998
- Подготовка кадров — дело государственное // Сельские узоры. — 1998. — № 2. — С.16-17. — С. 1998
- Баширов Р. М., Садретдинов А. М. Состояние и направления развития сельского хозяйства северо-восточной лесостепи Республики Башкортостан. // Северо-Восточный регион Башкортостана : актуал. проблемы и пути их решения: тез. докл. науч.-практ. конф. — Уфа, 1996. — С. 5-7
- Некоторые проблемы подготовки кадров и повышение их квалификации. / Проблемы адаптации работников сельского хозяйства к условиям рыночной экономики: Тез.докл.и выступлений. — Уфа,1993. — С.67-71.
- Развитие общественного производства и совершенствование экономических отношений в колхозах(на примере колхозов районов северо-восточной лесостепи БАССР): дис. … канд. с.-х. наук / А. М. Садретдинов. — Уфа, 1974. — 196 с. — Библиогр.:с.1-5.